# Eocenomyrma orthospina
Eocenomyrma orthospina  (лат.) — ископаемый вид муравьёв рода Eocenomyrma из подсемейства мирмицины (Myrmicinae). Европа, эоценовый балтийский янтарь (около 40 млн лет).

## Описание
Длина 3—4 мм. От близких видов отличается короткими и сильно изогнутыми лобными бороздками, широким лбом, удлинённой грудкой, грубой сетчатой бороздчатостью мезосомы. Длина головы (HL) — 0,64, ширины головы (HW) — 0,53, длина скапуса (SL) — 0,41, соотношение длины и ширины головы (CI = HL/HW) — 1,21, соотношение длины скапуса и длины головы (SI = SL/HL) — 0,7, соотношение длины и ширины петиоля (PI = PL/PH) — 1,92, соотношение длины и высоты груди (AI) — 2,38. 
Тело рыжеватое, покрыто бороздками и морщинками, как у муравьёв рода мирмики (Myrmica). Антенны состоят из 12 члеников, на вершине выделяется 3-члениковая булава. Нижнечелюстные щупики 4-члениковые, нижнегубные состоят из 3 сегментов. Клипеус широкий и короткий, с двумя продольным килями. Глаза расположены на середине боковой части головы. На проподеуме два длинных шипика. Шпоры на средних и задних голенях отсутствуют.
Вид был впервые описан в 2006 году мирмекологами Г. М. Длусским (МГУ, Москва) и А. Г. Радченко (Киев, Украина). Eocenomyrma orthospina вместе с ископаемыми видами Eocenomyrma elegantula Dlussky & Radchenko, 2006, Eocenomyrma electrina Dlussky & Radchenko, 2006, Eocenomyrma rugosostriata Mayr, 1868 образует род Eocenomyrma Dlussky & Radchenko, 2006. Видовое название происходит от сочетания латинских слов orthos (прямой) и spina (шипик) по признаку прямой формы проподеальных шипиков.